# Тёмная сторона Солнца (Пратчетт)
Тёмная сторона Солнца (англ. The Dark Side of the Sun) — фантастический роман английского писателя Терри Пратчетта, написанный в 1976 году.

## Сюжет
Дом Сабалос IV, сын изобретателя вероятностной математики, способной предсказывать что-либо, а также наследник династии правителей одной планеты. Перед тем, как отца Дома загадочным образом убили, он предсказал герою, что тот будет убит в день его становления Председателем на его родной богатой планете.
Однако, несмотря на предсказание отца, Дом выживает после покушения. А в записи с предсказанием отца, через маленький промежуток времени, играет сообщение, в котором отец говорит о том, что Дом откроет мир Шутников.

## Мир книги
Сюжет книги разворачивается в участке галактики, заселённом пятьдесят двумя разумными видами. Все эти виды развивались в течение последних пяти миллионов лет в сферическом объёме пространства, размером в несколько десятков световых лет в созвездии Волк-359.
Неравномерно по этому «пузырю жизни» рассыпаны древние артефакты таинственной расы, называемой Шутниками. Эти артефакты, как правило, поразительные достижения техники, однако, не оставляют никаких намёков о жизни и физиологии Шутников. Часть переведённого стихотворение говорит о том, что Шутники нашли свой новый дом, который лежит на тёмной стороне Солнца.